# Desdoblamiento de S2
El desdoblamiento de S2 es el nombre que se le da a un hallazgo en el segundo ruido cardíaco durante la auscultación del corazón. Se debe a que el cierre de la válvula aórtica (A2) y el cierre de la válvula pulmonar (P2) no están sincronizados.

## Desdoblamiento fisiológico
Durante la inspiración, la pared torácica se expande y hace que la presión intratorácica se vuelva más negativo (como en casos de vacío). Este aumento de la presión negativa permite que los pulmones se llenen de aire y se expandan. Además, la inspiración induce un aumento del retorno venoso sanguíneo del cuerpo hacia la aurícula derecha a través de las venas cavas superior e inferior, y hacia el ventrículo derecho mediante el aumento del gradiente de presión (hace que, por el vacío creado durante la inspiración, la sangre sea arrastrada desde el cuerpo hacia el lado derecho del corazón). Al mismo tiempo, hay una reducción en el volumen de sangre que vuelve desde los pulmones hacia el ventrículo izquierdo (la sangre tiende a permanecer en los pulmones debido al vacío que rodea los pulmones). 
Dado que hay un aumento en el volumen de sangre en el ventrículo derecho durante la inspiración y, como consecuencia un aumento en el tiempo de vaciado ventricular, la válvula pulmonar (P2 componente del S2) permanece abierta por más tiempo durante la sístole ventricular. Por su parte, la válvula aórtica (componente A2 del S2) se cierra un poco antes, debido a una reducción en el volumen ventricular izquierdo y del tiempo de vaciado ventricular. Así, el componente P2 del S2 se retrasa con relación a la aparición del componente A2. Este retraso en la P2 versus A2 se escucha como una ampliación leve o incluso "división" (desdoblamiento) del segundo ruido cardíaco. Por lo general sólo se oye en el área pulmonar del tórax, porque la P2 es suave y no se percibe en otras áreas. Durante la espiración, la pared del pecho regresa a su postura relajada y disminuye la presión intratorácica negativa (en comparación con la inspiración). Por lo tanto, ya no hay un aumento en el retorno de sangre al ventrículo derecho versus el ventrículo izquierdo y el volumen en el ventrículo derecho ya no aumenta. Esto permite que la válvula pulmonar se cierre de tal manera que se superpone al cierre de la válvula aórtica, y el desdoblamiento ya no se debe escuchar.